# Tryphon nigripes
Tryphon nigripes är en stekelart som beskrevs av Holmgren 1857. Tryphon nigripes ingår i släktet Tryphon och familjen brokparasitsteklar. Arten är reproducerande i Sverige. Inga underarter finns listade i Catalogue of Life.